# Папа римский на покое
Папа Римский на покое (итал. Papa emerito; Papa Emeritus) или Римский понтифик на покое (итал. Romano pontefice emerito; лат. Pontifex Romanus Emeritus) — титул, присваиваемый Римскому Папе, добровольно отрёкшемуся от престола.

## Введение титула
Титул был введён Римско-католической церковью 28 февраля 2013 года в связи с добровольным отречением Папы Бенедикта XVI. О введении титула сообщил журналистам глава пресс-центра Святого Престола Федерико Ломбарди.
Для получения титула Папы Римского на покое отречение должно произойти в соответствии с каноном 332 § 2 Кодекса канонического права, а именно быть свободным волеизъявлением действующего Папы Римского, которое не требует чьего-либо согласия или утверждения.
Бенедикт XVI стал третьим папой римским, добровольно отрёкшимся от престола, после Григория XII в 1415 году (с целью преодоления Великого западного раскола) и престарелого Целестина V в 1294 году, но первым в истории обладателем титула Папы Римского на покое.

## Признаки
На момент введения титула протокол и круг обязанностей Папы Римского на покое не был определён соответствующими службами Святого Престола и формировался постепенно — в процессе пребывания на этом посту Бенедикта XVI.
Федерико Ломбарди сообщил также об особенностях, отличающих Папу на покое от действующего Папы: Папа на покое должен носить простую белую сутану без папского белого плаща и коричневые, а уже не красные туфли. Его титулование остаётся прежним — Его Святейшество.
Вместо уничтожаемого в момент отставки перстня Рыбака Папа на покое получает обычный епископский перстень.
Информация о якобы установленной Бенедикту XVI пенсии в 2500 евро, появившаяся в газете La Stampa, была сразу опровергнута «Радио Ватикана».